# Henry Jacob
Henry Jacob (1563-1624) foi um clérigo Inglês calvinista, que fundou uma congregação separatista associado ao Brownists.

## Vida
Ele era filho de João Jacob, Yeoman, de Cheriton, Kent. Matriculou-se no St. Mary Hall, Oxford, em 27 de novembro de 1581, formou-se em 1583 e obteve M.A. em 1586. Seu pai deixou-lhe uma propriedade em Godmersham, perto de Canterbury. Durante algum tempo, foi cantador da Universidade Corpus Christi, Oxford. Em 1590, ele se juntou ao Brownists e, quando foi para o exílio em 1593, ele se mudou para a Holanda. Lá, ele formou uma facção não separatista independente de ex-membros da Igreja na Inglaterra. Em seu retorno à Inglaterra, em 1597, ouviu Thomas Bilson pregar na Cruz de Paulo sobre o artigo do Credo dos Apóstolos relativo à descida de Cristo ao inferno. Opôs-se à doutrina Bilson em um panfleto e novamente teve que deixar o país.
Embora um browneísta, Jacó admitiu que a Igreja da Inglaterra, mesmo sendo verdadeira, necessitava de uma reforma completa. Daí ele era comumente chamado de "semisseparatista". Estudiosos contemporâneos se referem a eles como independentes, Brownists, semisseparatistas ou puritanos. Eram calvinistas em questões teológicas. A moderação parente de Jacó o envolveu em uma polêmica feroz com Francis Johnson. Por um tempo, Jacob fundou comunidades em Middelburg, na Zelândia, onde ele formou uma congregação dos exilados Ingleses. Seu grupo de "Jacobites" havia incluído William Ames, Paul Barnes, William Bradshaw e Robert Parker. Em 1610, ele foi para Leyden, para conferenciar com John Robinson. Jacob tinha pontos de vista diferentes dos de Robinson sobre o governo da igreja, mas a influência era mútua.
Em 1616, retornou para Londres, com o objetivo de formar uma congregação separatista semelhante às que ele e Robinson tinham organizado na Holanda. A sociedade religiosa que ele conseguiu reunir em Southwark é geralmente considerada a primeira igreja congregacional na Inglaterra; ele continuou com essa congregação por cerca de seis anos. Ele viajou para a Virgínia com alguns de seus familiares, em outubro de 1622, e formou uma comunidade, que foi nomeada mais tarde de "Jacobopolis". Ele morreu em abril ou maio de 1624, na paróquia de St. Andrew Hubbard, em Londres. Por sua esposa Sara, irmã de João Dumaresq de Jersey, que sobreviveu, ele teve vários filhos, incluindo um filho também chamado Henry Jacob. John Lothropp pegou os fios da congregação de Jacob Londres.